# الكداحة

تعديل مصدري - تعديل

الكداحه هي إحدى قرى عزلة القارة بمديرية رصد التابعة لمحافظة أبين، بلغ تعداد سكانها 23 نسمة حسب تعداد اليمن لعام 2004.